# Balyktach (affluente della Rossocha)
Il Balyktach (in russo Балыктах?) è un fiume della Russia siberiana orientale, affluente di sinistra della Rossocha (bacino idrografico della Alazeja).
Il fiume ha origine dal versante orientale della catena dei monti Ulachan-Sis; scorre mediamente in direzione sud-orientale, poi meridionale in una zona ricca di laghi. Sfocia nella Rossocha a 311 km dalla foce. Ha una lunghezza di 190 km; l'area del suo bacino è di 4 780 km².